# Івашево (Дмитровський міський округ)
Іва́шево (рос. Ивашево) — присілок у складі Дмитровського міського округу Московської області, Росія.

## Населення
Населення — 36 осіб (2010; 35 у 2002).
Національний склад (станом на 2002 рік):
- росіяни — 97 %